# Apterygidae
Apterygidae zijn een familie van loopvogels die van nature alleen voorkomen in Nieuw-Zeeland. De familie telt 5 soorten.

## Taxonomie
- Geslacht Apteryx
  - Apteryx australis (Zuidereilandkiwi/bruine kiwi)
  - Apteryx mantelli (Noordereilandkiwi/Noordelijke bruine kiwi)
  - Apteryx maxima (grote gevlekte kiwi/grote grijze kiwi)
  - Apteryx owenii (kleine gevlekte kiwi/kleine grijze kiwi)
  - Apteryx rowi (Rowikiwi/Okarito bruine kiwi)

Cladogram
|  | \| \| Apteryx owenii (kleine gevlekte kiwi) \| \| \| \| \| \| Apteryx maxima (grote gevlekte kiwi) \| \| \| \| |
|  | |
|  | Apteryx owenii (kleine gevlekte kiwi)                                                                          |
|  | |
|  | Apteryx maxima (grote gevlekte kiwi)                                                                           |
|  | |

|  | Apteryx owenii (kleine gevlekte kiwi) |
|  |                                       |
|  | Apteryx maxima (grote gevlekte kiwi)  |
|  |                                       |

|  | \| \| Apteryx rowi (Rowikiwi) \| \| \| \| \| \| Apteryx mantelli (Noordereilandkiwi) \| \| \| \| |
|  |                                                                                                  |
|  | Apteryx australis (Zuidereilandkiwi)                                                             |
|  |                                                                                                  |
|  | Apteryx rowi (Rowikiwi)                                                                          |
|  |                                                                                                  |
|  | Apteryx mantelli (Noordereilandkiwi)                                                             |
|  |                                                                                                  |

|  | Apteryx rowi (Rowikiwi)              |
|  |                                      |
|  | Apteryx mantelli (Noordereilandkiwi) |
|  |                                      |